# Carl Ludwig Ledermann
Pour les articles homonymes, voir Ledermann.
Carl Ludwig Ledermann, né le 29 juillet 1875 à Cernier près de Neuchâtel (Suisse) et mort en 1958 à Volkach (Bavière), est un planteur, explorateur, collecteur et botaniste suisse, spécialiste de la flore tropicale d'Afrique centrale, de Papouasie et de Micronésie.
Plusieurs taxons lui rendent hommage, dont le genre Ledermanniella et des espèces telles que Begonia ledermannii, Calamus ledermannianus, Cyathea ledermannii, Eugenia ledermannii, Heckeldora ledermannii, Humularia ledermannii, Leptoderris ledermannii, Mitragyna ledermannii, Pimpinella ledermannii ou Rhynchosia ledermannii.

## Biographie
On sait peu de choses de la vie – pourtant active – de Carl Ludwig Ledermann : en 1930, au cours d'un épisode dépressif sévère, il détruit sa correspondance et ses journaux, jugés trop personnels.
Il étudie d'abord à l'université de Heidelberg et se forme à l'horticulture. En 1904, à l'âge de 29 ans, il part sous les tropiques. D'abord employé à la station de recherche de Viktoria (devenue le jardin botanique de Limbé) dans le Kamerun allemand, il participe à de grandes expéditions de collecte botanique en Afrique centrale, séjournant notamment pendant cinq ans au Cameroun. 
Le 30 juin 1908, il arrive à Victoria (aujourd'hui Limbé) et consacre quatre mois à collecter principalement des algues marines le long de la côte jusqu'à Campo, tout près de la frontière. Le 18 novembre, il entreprend sa grande expédition vers le massif de l'Adamaoua, accompagné de 142 porteurs. Ils traversent la forêt tropicale et atteignent la zone de savane à Baré (ou Bavé). Ils gravissent les hauts plateaux, séjournent quelques jours à Bamenda. Leur itinéraire les conduit ensuite à Babadjou, Baganyu, Ngom, Songkolong où ils parviennent le 1er janvier 1909. Après Banjo, ils font un détour par Tibati, puis reprennent leur route jusqu'à Garoua – leur objectif dans le nord – qu'ils atteignent le 3 avril. À partir de cette localité, ils font quelques excursions vers le sud, notamment vers Rey-Bouba et vers Tepe, à la frontière nigériane. Leur retour se fait plus rapidement et le dernier spécimen est collecté à Lom (Cola lomensis). Ledermann atteint Douala le 7 décembre 1909 et reprend le bateau vers l'Europe le 19, après un périple de 17 mois, le plus souvent à pied. 
En 1912, il publie un compte-rendu de son travail sous le titre « Eine botanische Wanderung nach Deutsch-Adamaua ». La plupart des quelques 6 500 spécimens sont déposés à l'herbier du musée de Dahlem, mais seront détruits au cours de la Seconde Guerre mondiale, en 1943.
Entre 1912-1913, il participe à l'exploration du bassin du Sepik dans le cadre de la Kaiserin-Augusta-Fluss-Expedition (de) en Nouvelle-Guinée où il récolte quelques 6 660 plantes. En 1913-1914, il voyage aux îles Carolines et aux Palaos où il collecte d'autres spécimens.
En 1914, il rentre en Europe et, quoique de nationalité suisse, s'engage dans l'armée allemande. L'inflation de l'après-guerre lui fait perdre ses économies. Il cesse de collecter des plantes, vit quelque temps à Berlin, puis s'installe à Untereisenheim (de), une localité proche de Wurtzbourg, auprès d'amis qui prennent soin de lui. 
Il meurt à l'hôpital de Volkach en 1958.